# 博德姆
博德姆（英语：Boddam），是英国苏格兰阿伯丁郡的一个滨海村庄，位于阿伯丁以北47公里。总人口约1170（2006年估计）。